# Sara Strandberg
Sara Kristina Strandberg, född Lager 28 juli 1977, är en svensk professor i fysik vid Stockholms universitet, även verksam vid CERN, samt som kommunalpolitiker i Vaxholm för Vänsterpartiet.

## Biografi
Strandberg studerade vid Stockholms universitet och disputerade där 2007 inom experimentell acceleratorbaserad partikelfysik på en avhandling om toppkvarkar. Hon var därefter först verksam vid Tevatronacceleratorn på Fermilab i USA och sedan vid ATLAS-experimentet och Large Hadron Collider på CERN i Genève.
Strandbergs forskning rör bland annat sökandet efter möjliga supersymmetriska utvidgningar av partikelfysikens standardmodell.
Hon valdes 2014 till ledamot av Sveriges unga akademi på ett femårigt mandat och var även mellan 2014 och 2017 styrelseledamot i svenska fysikersamfundets styrgrupp för elementarpartikel och astrofysik. Hon är sedan 2020 professor vid Stockholms universitet.
Strandberg är gift med partikelfysikern Jonas Strandberg och har två barn.

### Politiskt engagemang
Sedan ungdomsåren är hon politiskt aktiv inom Vänsterpartiet och är förtroendevald som ledamot av kommunfullmäktige i Vaxholms kommun sedan valet 2014. Sedan januari 2023 är hon förste vice ordförande i Vaxholms kommunstyrelse för Vänsterpartiet.

## Utmärkelser
- 2013 - Wallenberg Academy Fellow[8]
- 2017 - Anslag från Knut och Alice Wallenbergs stiftelse om 35 miljoner kronor för studier av higgsbosoner
- 2018 - Göran Gustafsson-priset i fysik för "sin experimentella forskning om Supersymmetri och dess potentiella roll för den Mörka materian.”[11]
- 2019 - Wallenberg Scholar[8]